# Frank Marino
Francesco Antonio Marino (ur. 20 listopada 1954)- kanadyjski gitrarzysta rockowy, pochodzenia włoskiego, znany jako lider formacji Mahogany Rush oraz z działalności solowej.

## Życiorys
W wieku pięciu lat rozpoczął naukę gry na perkusji a jako czternastolatek nauczył się grać na gitarze. Inspirował się twórczością Jimiego Hendrixa. Według popularnej miejskiej legendy miał go odwiedzić duch Jimiego Hendrixa, co sam Marino potwierdza w wywiadach. Od 1970 kierował formacją Mahogany Rush. Po jej rozpadzie nagrywał albumy solowe, żeby reaktywować zespół na początku XXI wieku.

## Albumy solowe
- The Power of Rock 'n' Roll (1981 CBS)
- Juggernaut (1982 Columbia Records) U.S. #185[5]
- Full Circle (1986)
- From the Hip (1990)
- Guitar Heroes Vol 4 – Frank Marino Stories of a Hero (1999)
- Full Circle  (Remaster, 2005)
- The Power of Rock and Roll / Juggernaut (Remaster, 2012)